# Combate de Costa Brava
El combate de Costa Brava fue un enfrentamiento naval librado el 15 y 16 de agosto de 1842 entre la escuadra de la Confederación Argentina, al mando de Guillermo Brown, y la escuadra riverista al mando del italiano Giuseppe Garibaldi, en el marco de la guerra entre los blancos de Manuel Oribe, apoyado por el gobierno de Buenos Aires del gobernador Juan Manuel de Rosas, y el Gobierno colorado de Fructuoso Rivera instalado en Montevideo, que en complicidad con Francia e Inglaterra, querían imponer la apertura de la navegación por el río Paraná, impuesta por Rosas en 1835.
La batalla toma el nombre del lugar donde se produjo, el paraje Costa Brava, en el límite entre las provincias de Entre Ríos y Corrientes, cerca de la localidad de Esquina, Provincia de Corrientes (Argentina). Duró dos días, con luchas en gua y tierra hasta que Garibaldi previendo su derrota hizo volar sus barcos para no entregárselos a Brown y escapó a tierra firme.

## El combate
El almirante Brown mandó gente a tierra para que hicieran de sirgadores (remolcar el barco desde la orilla por medio de cuerdas), pues había decidido avanzar a la sirga con cuatro naves que maniobraban cerca de tierra, donde había suficiente profundidad, hacia el enemigo, viendo que era difícil y peligroso atacar a Garibaldi de un modo frontal. A la vez, dispuso que el ala izquierda fondeara al Suroeste del enemigo a distancia de tiro, hostigando y perturbando la reacción enemiga contra el ala derecha con los cañones que pudiera presentar. 
Por su parte, Garibaldi, que había advertido la maniobra enemiga, mandó su infantería con el teniente 1º Rodríguez fuera de la estacada para tirotear a los sirgadores y a las tripulaciones. Se dio cuenta Brown y ordenó a Montaña ir a tierra con 100 hombres en tres columnas: una de 20 hombres al mando del teniente Mariano Cordero -del Echagüe-  se dirigiría por la ribera; la derecha también de 20 hombres al mando del teniente French y la tercera en el centro con 60 infantes, al mando de Montaña y los subtenientes Montandón y Castellanos. Montaña no tardó en repeler al enemigo, desalojando la orilla de los tiradores emboscados. A partir de ese momento el ala derecha de Brown pudo moverse con mayor libertad y alcanzar la distancia de tiro.
Con respecto a la distancia media de tiro a la que se hizo el combate, no se ha podido conocer fehacientemente la elevación que podían alcanzar los cañones de Costa Brava. Para esa época en estas latitudes, los cañones a raso podían tirar desde los 350 metros (de a 6) a los 600 metros (de a 4); con una elevación de 8º llegaban hasta los 2.200 metros y con 22º a unos 2.700, con poca diferencia entre un cañón de a 24 y otro de a 12. Por el problema de la puntería, el alcance eficaz quizás era de unos 1000 metros. Los autores estiman que sin problemas de puntería (no había marejada) el ala izquierda de Brown artillada con cañones de a 12 fondeó al Suroeste a unos 1.500 metros de los orientales para que hubiera efectividad en el hostigamiento. El ala derecha entretanto se acercaba a una distancia similar considerándose que los cuatro buques debían entrar en fuego indefectiblemente con el máximo de cañones.
Cuando las unidades argentinas entraron a distancia de tiro de las orientales, Garibaldi abrió el fuego soportado estoicamente por el ala derecha, auxiliada a la vez por el ala izquierda que ya debía haber alcanzado la posición asignada. Brown pudo hacer maniobrar a los buques para presentar la banda de babor al enemigo, entrando en combate todos ellos.
Se presentaban así: el Echagüe era el más próximo al enemigo, con su proa sobre la ribera; cerca y al Sur, aprovechando la inclinación de la costa, lo seguía la Chacabuco evitando tener que tirar por arriba de aquel, tercero también cerca y al Sur se colocó el Americano, tomando las mismas precauciones y Brown abarloó a la goleta 9 de Julio y al Americano desde su centro a popa.
En una de las acciones, Garibaldi envió un barco incendiado hacia la flota de Brown, pero el almirante mantuvo la calma y envió un bote con cuatro remeros para apagar el fuego. El joven grumete Bartolomé Cordero, de solo 12 años, abordó el barco y desvió su rumbo. Al regresar, Brown lo felicitó, prediciendo que sería una gloria para la escuadra argentina. Cordero había ingresado a la armada a los 10 años y, en 1890, llegaría a ser jefe del estado mayor de la armada.
A las 12:00 el fuego se había generalizado, iniciándose el ablandamiento del enemigo con la artillería, sin apresurar abordajes. El combate se frenó cerca de las 16 para que la gente pudiera comer.
Durante la noche, hubo un feroz intercambio de disparos entre las fuerzas de Garibaldi y los fusileros de Brown. Garibaldi inició el combate con su artillería, pero Brown respondió con precisión, dañando varios barcos enemigos. Aunque Garibaldi intentó varias tácticas, como un ataque sorpresa y enviar un barco incendiado hacia la flota de Brown, sus esfuerzos fueron en vano.
Al día siguiente, el enfrentamiento continuó, pero Garibaldi, sin municiones y pocos hombres por las bajas durante la batalla, con sus naves en pésimo estado por las averías recibidas debido al fuego naval se encontraba en una situación desesperada. Decidió hacer volar dos de sus barcos para evitar que cayeran en manos enemigas, lo que resultó en una trágica explosión. Finalmente, Garibaldi se retiró, y aunque los hombres de Brown sugirieron perseguirlo, Brown decidió dejarlo ir, reconociendo su valentía, quien exclamó «déjenlo escapar, ese 'gringo' es un valiente».
En su informe a Rosas, Brown describió la conducta de los hombres de Garibaldi como la de piratas, saqueando y destruyendo sin piedad.
En los años siguientes tuvieron lugar otros combates contra fuerzas inglesas y francesas en el marco del Bloqueo anglo-francés del Río de la Plata que incluyó los de la Vuelta de Obligado, el 20 de noviembre de 1845, los dos de Tonelero en 1846 y en ese mismo año los enfrentamientos en San Lorenzo y Punta Quebracho.